# Quercus convallata
Quercus convallata är en bokväxtart som beskrevs av William Trelease. Quercus convallata ingår i släktet ekar, och familjen bokväxter. IUCN kategoriserar arten globalt som otillräckligt studerad. Inga underarter finns listade.